# Grange aux dîmes (Provins)
Koordinaten: 48° 33′ 45,7″ N, 3° 17′ 12,2″ O

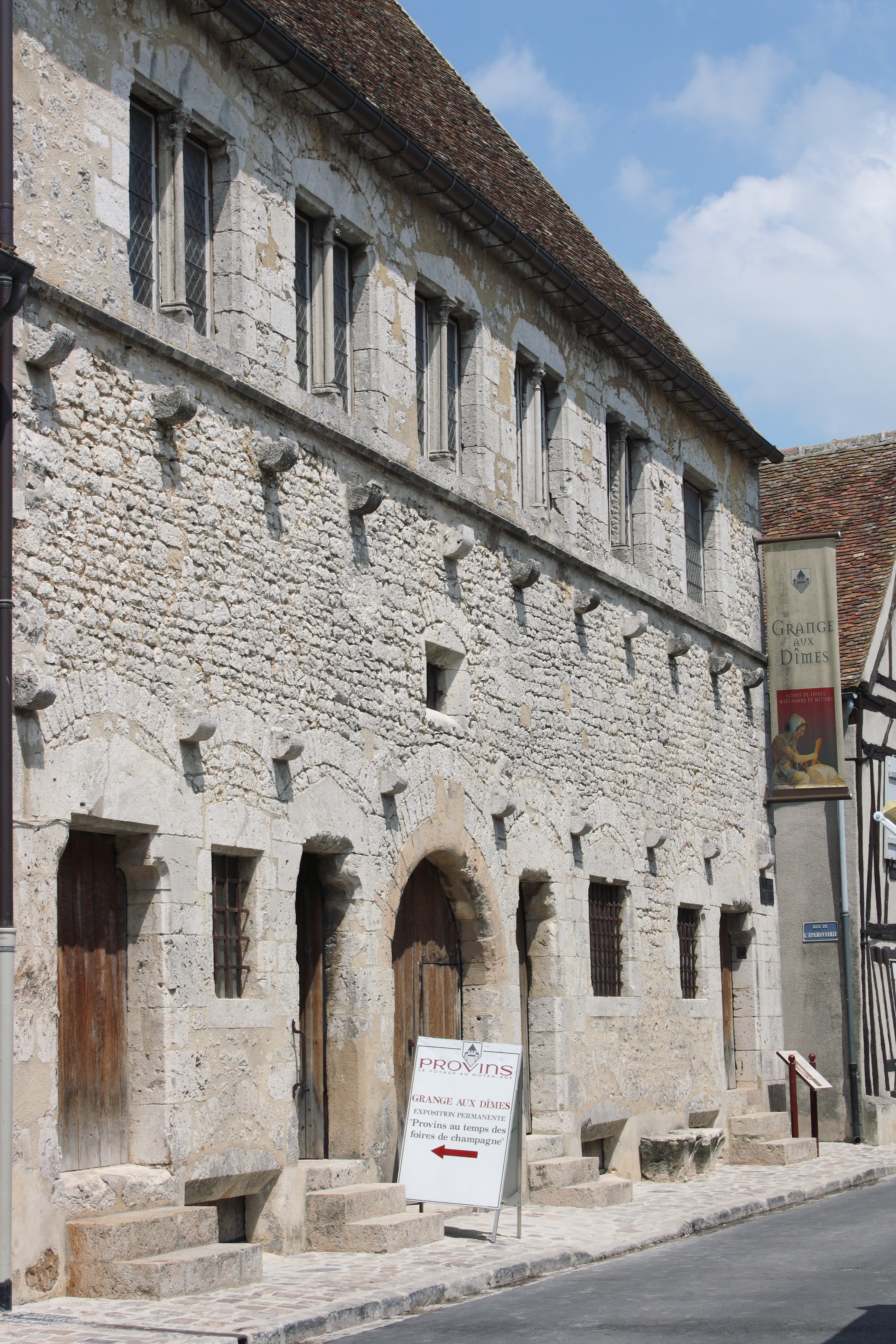
Grange aux dîmes in Provins

Die Grange aux dîmes in Provins, einer Stadt im Département Seine-et-Marne in der Region Île-de-France, ist ein romanisches Gebäude aus dem 12. Jahrhundert. Seit 1847 ist die Zehntscheune ein Monument historique. Es befindet sich in der Rue Saint-Jean.

## Geschichte
Die aus Kalkstein gebaute Zehntscheune gehörte dem Chorherrenstift Saint-Quiriace in Provins. Die Chorherren vermieteten das Gebäude an Händler aus Toulouse, die zu den Messen in Provins anreisten.

## Architektur
Die Grange aux dîmes besteht aus drei Stockwerken. Ein großer gewölbter Saal im Keller wurde für die Lagerung der Waren genutzt. Der obere Saal, der über eine Außentreppe erreichbar ist und ebenfalls ein Gewölbe besitzt, diente den Händlern als Herberge. Darüber befindet sich das Dachgeschoss.

## Heutige Nutzung
Heute ist in dem Gebäude ein Museum eingerichtet, das den Besuchern in verschiedenen Szenen das Leben im Mittelalter und die damaligen Berufe wie Steinmetz, Tuchmacher u. a. vorführt.